# منطقه تای ترح
منطقه تای ترح (به لاتین: Tây Trà District) یک منطقهٔ مسکونی در ویتنام است که در جنوب ساحل مرکزی واقع شده‌است.

## خصوصیات
منطقه تای ترح ۳۳۷ کیلومترمربع مساحت و ۱۴٬۹۰۴ نفر جمعیت دارد.